# Kommunistische Partei Deutschlands
Die Kommunistische Partei Deutschlands (KPD) war eine linksradikale deutsche politische Partei. Um den Jahreswechsel 1918/19 in der Weimarer Republik gegründet, war deren Politik von der Ideologie des Kommunismus und der Ablehnung der bürgerlichen Demokratie als kapitalistisches System bestimmt. Im März 1919 Gründungsmitglied der Kommunistischen Internationale (Komintern), entwickelte sich die KPD zur Partei neuen Typus. Geführt wurde sie von 1925 bis zu ihrer Zerschlagung nach der Machtergreifung im Jahr 1933 von Ernst Thälmann.
Nachdem sie als Partei in den Untergrund gedrängt wurde, erfolgte nach Ende des Zweiten Weltkrieges ihr Wiederaufbau, der stark durch die Teilung Deutschlands geprägt war: In der Sowjetischen Besatzungszone und Berlin kam es 1946 unter Führung der KPD zur Zwangsvereinigung mit der SPD zur SED und damit zum Aufstieg zur nationalen Regierungspartei. In Westdeutschland blieb die KPD eine Kleinpartei, ehe sie 1956 auf Antrag der Bundesregierung mit einem Parteiverbot belegt wurde.
In personeller und programmatischer Nachfolge der verbotenen KPD gründete sich 1968 in der Bundesrepublik die Deutsche Kommunistische Partei (DKP). Die Westdeutsche Studentenbewegung der 1960er Jahre ließ in den Jahren nach 1968 verschiedene, oft maoistische, kommunistische Splittergruppen Parteiaufbauorganisationen, Bünde oder Parteien entstehen, die sich als wahre Nachfolger der KPD betrachteten.
In der DDR fanden sich im Januar 1990 angesichts der Entwicklung der SED zur Partei des demokratischen Sozialismus (PDS) enttäuschte Kommunisten in einer „Kommunistischen Partei Deutschlands“ zusammen.

## In der Weimarer Republik (1918–1933)

### Gründungsphase (1918/1919)

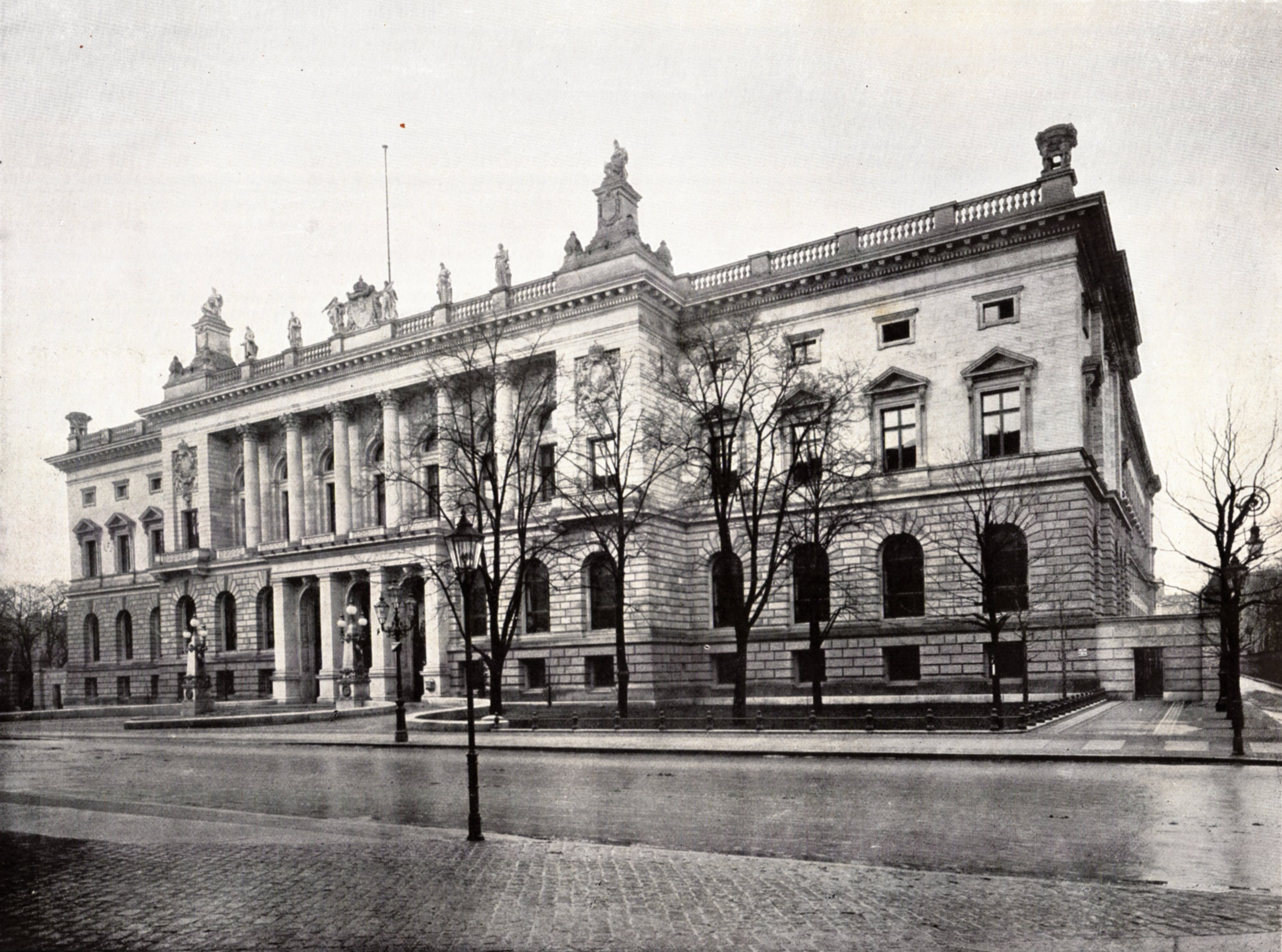
Preußischer Landtag um 1900

Die Gründung der KPD war in Folge von Erster Weltkrieg und Novemberrevolution seit etwa Anfang Dezember 1918 durch Rosa Luxemburg und Karl Liebknecht geplant und erfolgte dann als direkte Reaktion auf die Weihnachtskämpfe in Berlin. Bereits am 14. Dezember hatte Die Rote Fahne Luxemburgs programmatischen Text Was will Spartakus veröffentlicht, in dem sie die Weltrevolution des Proletariats und den dadurch zu errichtenden Sozialismus als einzige Ausweg aus dem Chaos propagierte. Ein Übergang zur parlamentarischen Demokratie und die Wahl einer Nationalversammlung wurde entschieden abgelehnt, da sie kein zureichendes Mittel gegen den Kapitalismus sei. Mit dieser Position blieben die Spartakisten auf dem Reichsrätekongress, der kurz darauf vom 16. bis zum 21. Dezember in Berlin zusammentrat, in der Minderheit.
Die KPD konstituierte sich während einer dreitägigen Gründungskonferenz vom 30. Dezember 1918 bis zum 1. Januar 1919 im Festsaal des Preußischen Landtags durch den Zusammenschluss des Spartakusbundes mit den Internationalen Kommunisten Deutschlands (IKD), die hervorgegangen waren aus den Hamburger und Bremer Linksradikalen. Geleitet wurde die Gründungsversammlung von Wilhelm Pieck und Jacob Walcher.
Auf der Konferenz legte sich die Mehrheit entgegen dem Eintreten der Spartakusführung früh auf eine Ablehnung der bürgerlichen Demokratie und der Konkurrentin SPD, der älteren und lange Zeit führenden Arbeiterpartei, fest. Vor allem die Bremer Linksradikalen unter Otto Rühle und die IKD vertraten eine enge Anlehnung an die sowjetischen Bolschewiki unter Führung Lenins.
Nach der Niederschlagung der allgemein hin als Spartakusaufstand bekannt gewordenen Erhebung in Berlin im Januar 1919 kam es zur Ermordung von Luxemburg und Liebknecht durch Angehörige der Garde-Kavallerie-Schützen-Division.
Die KPD blieb in den ersten Jahren ihrer Existenz ohne breitere betriebliche Basis, weil sie es nicht vermochte sich auf ihren Gründungskongress mit den Revolutionären Obleuten zusammenzuschließen. Erst 1920 stießen mit der Spaltung der USPD und dem Zusammenschluss zur VKPD die Mehrheit der Obleute und ihre Infrastruktur zur KPD.

### Vereinigung mit der USPD (1920)

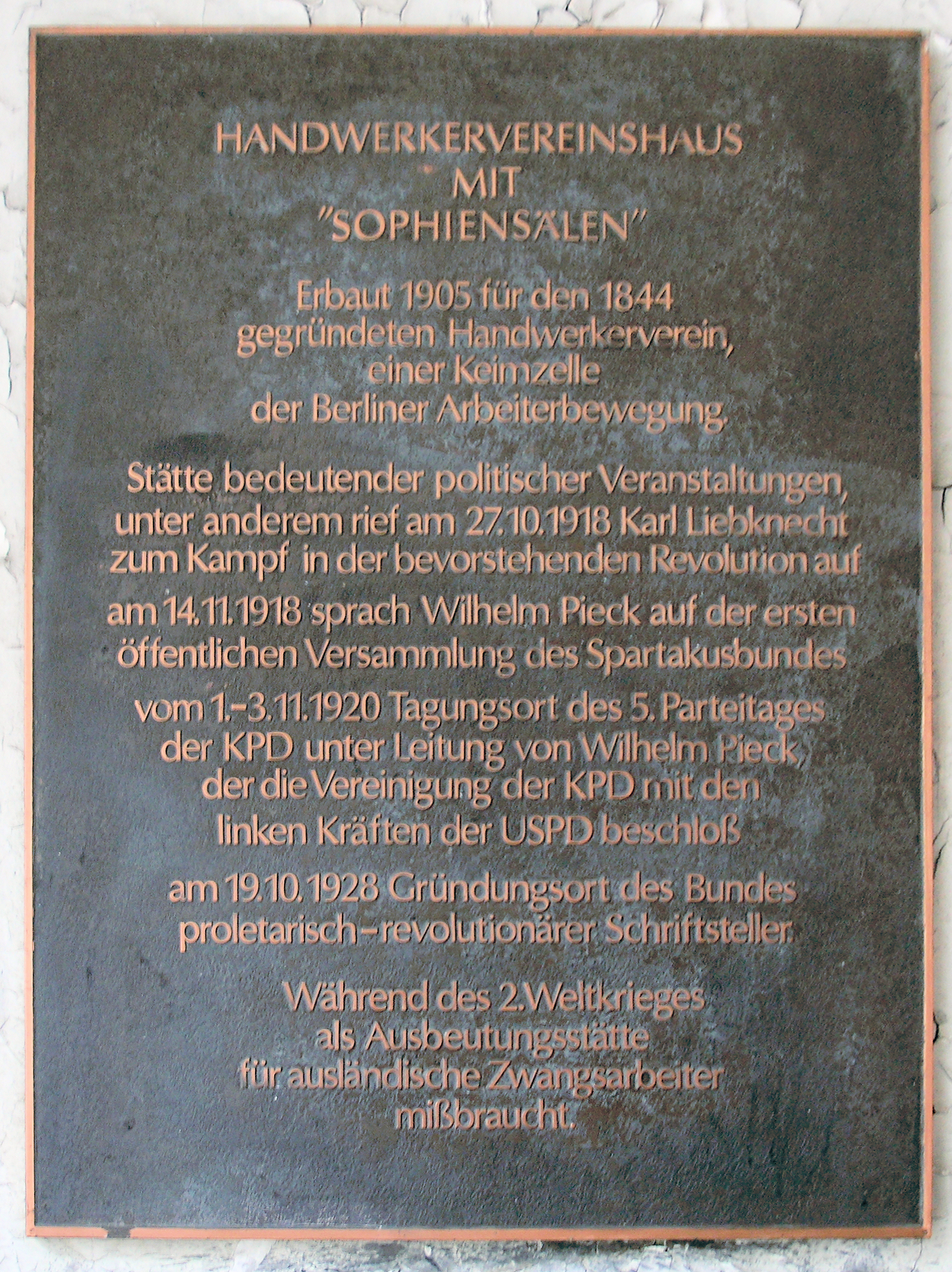
Gedenktafel am Haus, Sophienstraße 18, in Berlin-Mitte

Bei den Wahlen zur Nationalversammlung am 19. Januar 1919 behauptete sich die SPD als stärkste Kraft, die aber fortan auf wechselnde Koalitionspartner aus dem bürgerlichen Lager angewiesen war. Nun setzte der Reichswehrminister Gustav Noske, der nach eigener Aussage vom 6. Januar der „Bluthund sein musste“, rücksichtslos die neuen, meist rechtsextremen Freikorps gegen die Aufständischen ein, um jeden Ansatz einer Räterepublik, wie er sich in einigen Großstädten gebildet hatte, wieder zu zerschlagen. Als letztes Experiment dieser Art wurden im Mai die Münchner Räterepublik zerstört und ihre Führer hingerichtet, unter ihnen beispielsweise der KPD-Funktionär Eugen Leviné. Im Verlauf dieser Kämpfe wurde im März auch Leo Jogiches im Untersuchungsgefängnis Berlin-Moabit ermordet. Mit der Verabschiedung der Reichsverfassung am 11. August war die bürgerlich-parlamentarische Weimarer Republik praktisch durchgesetzt.
Die KPD hatte zunächst nur wenige Mitglieder und gewann in der Rätebewegung auch während der Aufstände keine führende Rolle: Dazu war sie zu neu und organisatorisch zu wenig in der Arbeiterbewegung verankert. Ihre Mitglieder waren zumeist ehemalige Sozialdemokraten. Durch ihre Weigerung, an den Parlamentswahlen teilzunehmen, geriet die KPD weiter ins Abseits und wurde außerdem durch die Verfolgung und Verhaftung ihrer Mitglieder reduziert. Im Frühjahr 1919 war sie verboten worden und konnte ihre folgenden Parteitage nur illegal durchführen. Darum suchte die Partei Rückhalt, indem sie Mitglied der im selben Jahr gegründeten Komintern, der Dritten Internationale, wurde.
Im Bunde mit dem linken Flügel der USPD versuchte die KPD im Januar 1920 die Verabschiedung des Betriebsrätegesetzes mit einer Demonstration zu verhindern, weil sie weitergehende rätedemokratische Ziele verfolgte. Militär und Sicherheitspolizei setzten Schusswaffen ein, das Ergebnis war am 13. Januar 1920 ein Blutbad am Reichstagsgebäude. Daraufhin verhängte die sozialdemokratische Reichsregierung erneut den erst im Dezember 1919 aufgehobenen Ausnahmezustand und verbot die Zeitungen Freiheit und Die Rote Fahne. Am 19. Januar wurden zwölf Parteifunktionäre der USPD und der KPD, darunter die Vorsitzenden Ernst Däumig und Paul Levi, für einige Zeit inhaftiert.
Paul Levi, enger Freund Luxemburgs und nach deren Tod Herausgeber ihrer Werke, setzte beim zweiten, dem sogenannten Heidelberger Parteitag der KPD jedoch die Beteiligung an den Reichstagswahlen von 1920 durch. Einige Parteimitglieder glaubten, dass damit der revolutionäre Weg verlassen würde. Damit zeichnete sich ein innerer Klärungsprozess ab: Die rätekommunistischen und utopistisch orientierten Mitglieder traten aus und bildeten die eigene Kommunistische Arbeiterpartei Deutschlands (KAPD), die Otto Rühle leitete und der zunächst (bis zu ihrem Ausschluss im August 1920) auch die Nationalbolschewisten Fritz Wolffheim und Heinrich Laufenberg angehörten. Die KAPD konnte sich bis 1922 halten und zerfiel dann in Einzelgruppen, die sektiererisch miteinander konkurrierten.
Zuvor jedoch mobilisierte der Putschversuch von Wolfgang Kapp und Walther von Lüttwitz im Frühjahr 1920 noch einmal die Kräfte der Linken im ganzen Reich: Spontane Massenstreiks führten zum Generalstreik, dem sich freie Gewerkschaften, SPD, USPD und KPD anschlossen, um gemeinsam die Republik zu retten. Er führte zur Eroberung des Ruhrgebiets durch eine Rote Ruhrarmee. Doch sobald die rechtsnationalistischen Putschisten aufgegeben hatten und der Generalstreik beendet war, verbündete sich die SPD wieder mit den zuvor abtrünnigen Reichswehrverbänden und Freikorpseinheiten und ließ diese in das von den aufständischen Arbeitern besetzte Ruhrrevier einrücken. Bei den unter dem Namen Ruhraufstand bekannten bürgerkriegsähnlichen Kämpfen kamen etwa 2000 Arbeiter und 372 gegenrevolutionäre Soldaten ums Leben.
Auf einem gemeinsamen Parteitag vom 4. bis 7. Dezember 1920 vereinigte sich die linke USPD (349 Delegierte vertraten 300.000 Mitglieder) mit der KPD (146 Delegierte vertraten 70.000 Mitglieder) zur Vereinigte Kommunistische Partei Deutschlands. Die VKPD bekannte sich zur Komintern und peilte die Diktatur des Proletariats und die Räterepublik als Ziel an. Unter dem Vorsitz von Levi und Ernst Däumig entstand eine Massenpartei, mit 356.000 Mitgliedern Anfang 1921, einer Zahl, die sie in der Weimarer Republik nie wieder erreichte. Allerdings befanden sich darunter nur 5 % der in den freien Gewerkschaften organisierten Arbeiter. Bei den preußischen Landtagswahlen vom Februar 1921 erhielt die VKPD nur 5,5 % der Stimmen. 1921 rief die KPD-Zentrale zu einer Politik der Einheitsfront auf. Diese Einheitsfronttaktik wurde von der Komintern, insbesondere von Sinowjew und Bucharin, zunächst kritisiert. Nachdem es 1921 zu einem von den Kronstädter Matrosen angeführten Aufstand linker Kräfte gegen die Bolschewiki gekommen war, und den heftigen Fraktionskämpfen und Streiten zwischen Lenin, Bucharin und Trotzki, führten die Spannungen innerhalb der Kommunistischen Partei Russlands zu einer Krise in der Komintern, die im März 1921 zu einer radikalen Änderung der Linie der VKPD führte.

### Märzkämpfe und deren Folgen (1921)
Im März 1921 rief die KPD-Zentrale nach der Besetzung Mitteldeutschlands durch Polizeieinheiten, die sie als Provokation empfand, die Arbeiter zum bewaffneten Kampf auf. Dieser kommunistische Aufstand in Mitteldeutschland, der so genannte Märzaufstand, wurde nach einigen Tagen blutiger Kämpfe niedergeschlagen. Die Niederlage führte noch 1921 zu einer tiefen Krise in der KPD, die das Problem der Hegemonie der Komintern und Sowjetrusslands gegenüber den deutschen Kommunisten augenscheinlich werden ließ. Im Februar 1921 war der Parteiführer Paul Levi zusammen mit Clara Zetkin, Ernst Däumig, Adolph Hoffmann u. a. nach Differenzen mit der Komintern ausgeschieden. Unter Vorsitz Heinrich Brandlers kam es in der neuen Zentrale zu einer Radikalisierung, und mit Vertretern des Exekutivkomitees der Komintern steuerte man nun auf einen Aufstand hin, der mit Radek, der sich mit linken Kräften in der KPD-Führung verbündet hatte, gegen Levis Einheitsfrontpolitik richtete. Die Kommunisten, für die die gewaltsame russische Revolution und der russische Bürgerkrieg als Vorbild diente, heroisierten Gewalt, die sie für eine „notwendige“ politische Maßnahme hielten. Levi kritisierte die putschistische Taktik der KPD beim Märzaufstand 1921 öffentlich und bezichtigte die Kominternspitze den „größten Bakunisten-Putsch der bisherigen Geschichte“ provoziert zu haben, woraufhin er aus der KPD ausgeschlossen wurde. Andere KPD-Führer, wie die aus der USPD gekommenen Däumig, Otto Brass, Kurt Geyer und Hoffmann und viele „Kader“ solidarisierten sich mit Levi und verließen die KPD ebenfalls. Für die KPD war diese Austrittswelle, nach der Abspaltung der KAPD 1920, der zweite große Aderlass an Funktionären. Die Gruppe um Levi gründete am 20. November 1921 die Kommunistischen Arbeitsgemeinschaft (KAG), die sich im August 1922 mit der USPD zusammenschloss. Ab 1921 übte Moskau massiv Einfluss auf die KPD-Führungen aus, um diese zu disziplinieren.

### Flügelkämpfe und anfängliche „Stalinisierung“ (1923–1927)

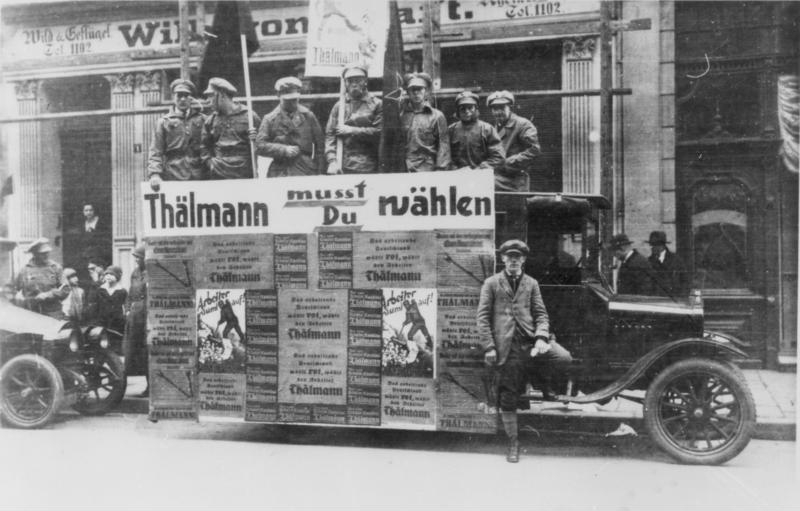
Wahlwerbung für Ernst Thälmann bei der Reichspräsidentenwahl 1925

Nach dem Scheitern des Hamburger Aufstands als Schlusspunkt des Deutschen Oktobers von 1923 fiel die Führungsriege unter Heinrich Brandler, August Thalheimer und Jacob Walcher als „Parteirechte“, denen die Verantwortung für die Oktoberniederlage zugeschrieben wurde, bei der Komintern in Ungnade, weil sie eine Kooperation mit der SPD politisch für am chancenreichsten hielten. Ab dem 23. November 1923 wurde die KPD vorübergehend bis zum 1. März 1924 verboten und Bezirksparteitage und öffentliche Diskussionen konnten so nicht stattfinden. Danach wurde die Leitung der KPD durch die so genannte Linke Opposition um Werner Scholem, Ruth Fischer, Arkadi Maslow, Ernst Thälmann und Arthur Rosenberg übernommen. Diese Fraktion betrieb die „Bolschewisierung“ der Partei, indem sie, auf Basis eines uminterpretierten leninistisch geprägten Marxismus, die Gepflogenheiten der sowjetischen Regierungspartei KPdSU imitierte, und die KPD-Mitglieder der Herrschaft ihres autoritären, neuabsolutistischen Funktionärsapparates unterwarf. Später wurden Fischer und Maslow als angebliche „Linksabweichler“ von Stalin aus der Parteizentrale entfernt, und der Chef des paramilitärischen Roten Frontkämpferbundes, Ernst Thälmann, wurde, den Führerkult um Stalin imitierend, als „unfehlbarer Führer“ der KPD dargestellt und die Partei auf bedingungslose Unterstützung der Politik des Diktators Stalin eingeschworen. Nach der Auflösung der militanten proletarischen Hundertschaften wurde mit der Gründung des Roten Frontkämpferbundes (RFB) der völkische Stahlhelm, Bund der Frontsoldaten strukturell imitiert. Im Verbund mit der Roten Jugendfront bildete der RFB den Wehrverband der KPD. Unter Thälmanns Vorsitz zählte sie 1927 etwa 106.000 Kämpfer, während die KPD auf 127.000 Mitglieder kam. Im Mai 1929 wurde der RFB wegen seiner radikalen Ideologie und der Gewaltsamkeit und Brutalität ihrer Mitglieder, die bis zu politischem Mord reichte, in Preußen und anderen Ländern verboten. Daraufhin tauchte ein Drittel der RFB-Getreuen in die Illegalität ab, um sich an der Bildung anderer kommunistischer Wehrverbände zu beteiligen, die den Straßenkrieg gegen die SA fortsetzten.
Die linke Opposition hatte durch ihre skeptisch-ablehnende Haltung zur Einheitsfrontpolitik von Anfang an Konflikte mit der Komintern. Hinzu kamen die innerrussischen Fraktionskämpfe: Als Lenin 1924 starb, verschärften sich diese, und der Machtzuwachs Stalins hatte großen Einfluss auch auf die deutsche Entwicklung. Stalin, der zunächst die Linke unterstützt hatte, distanzierte sich zunehmend von ihren linksradikalen Thesen, die nun als „ultralinks“ geschmäht wurden. An der Parteibasis machte sich gleichzeitig vermehrter Unmut über den autoritären Stil der Reorganisation aus, verschiedentlich wurden der linken Führung „diktatorische Methoden“ vorgeworfen. Die ultralinke Parteiführung hatte somit schnell an Einfluss verloren. Als sich mit Ernst Thälmann einer der prominentesten Linken von der linken Führung distanzierte, kam es zur Spaltung der Zentrale. Thälmann stützte sich parteiintern bis 1927/28 auch auf die Mittelgruppe um u. a. Arthur Ewert und Gerhart Eisler, danach im Wesentlichen auf Apparatangehörige wie Ulbricht und auf eng an Stalin angelehnte Politiker wie Hermann Remmele, Heinz Neumann und Paul Merker. Die ausgeschlossenen Linken und Ultralinken protestierten heftig gegen diese Entwicklung und formierten sich teilweise unter dem Namen Leninbund als eigenständige Partei.
Die KPD tat nach Ansicht des deutschen Historikers Andreas Wirsching wenig bis nichts, um andere Wähler aus anderen Schichten zu gewinnen, im Gegenteil, der kleinbürgerliche Mittelstand wurde durch provokante Aktionen verprellt: Während der Inflation von 1922/23 nahmen selbsternannte Kontrollausschüsse bei Lebensmittelhändlern willkürliche Preisfestsetzungen vor, 1927 wurden anlässlich einer Tagung des Stahlhelms in Berlin die örtlichen Gastwirte und Hoteliers bedroht, falls sie Teilnehmer beherbergen oder verköstigen würden.

### Sozialfaschismus-Doktrin und sowjetischer Einfluss (1928–1933)

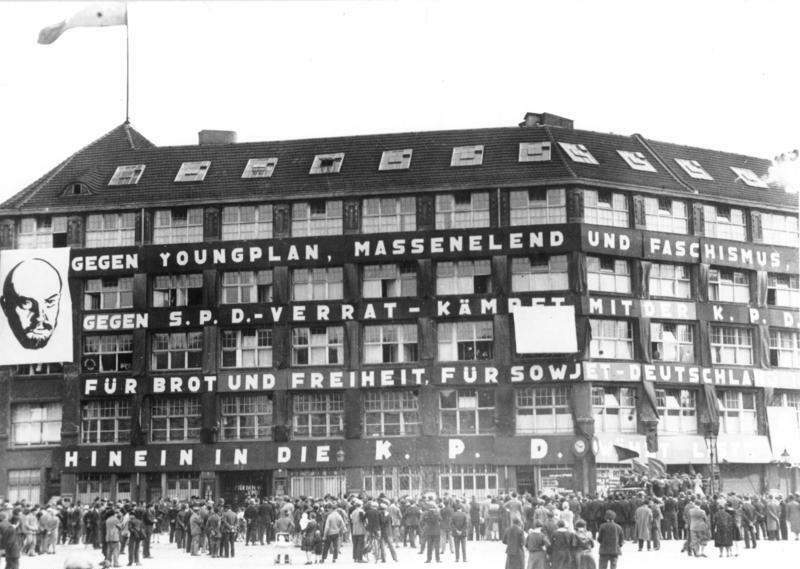
Das Karl-Liebknecht-Haus am Tag der Reichstagswahl 1930

Die Stalinisierung bedeutete nicht nur die Entmachtung und den Ausschluss von „Ultralinken“ und „Brandlerianern“ ab 1926, es wurde von 1928 bis 1930 auch noch die aus der „Mittelgruppe“ hervorgegangene Gruppe der „Versöhnler“ parteiintern entmachtet und teilweise aus der Partei ausgeschlossen. Somit wurde die Politik der KPD in der Endphase der Weimarer Republik weniger durch die Unzufriedenheit vieler Arbeiter und Arbeitsloser mit ihrer sozialen Lage v. a. während der Weltwirtschaftskrise bestimmt, in deren Verlauf die KPD ihre Wähler- und Anhängerschaft steigern konnte (Mai 1928: 130.000 Mitglieder und 3,2 Millionen Wähler; Januar 1930: 133.000 Mitglieder; November 1932: 330.000 Mitglieder, 6 Millionen Wähler, 16,9 % der Stimmen und damit 100 Reichstagsmandate); vielmehr sei die Politik der KPD hauptsächlich in Moskau entworfen und gesteuert worden, um den außenpolitischen Zielen der sowjetischen Führung zu entsprechen.

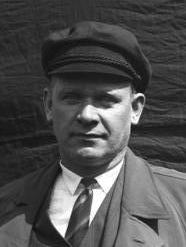
Ernst Thälmann (1932)

Ab 1929 radikalisierte sich die KPD, und ihr Hauptgegner war nicht die NSDAP, sondern die SPD: Der politische Kurs der KPD beinhaltete nun die Sozialfaschismusthese, die die Sozialdemokratie zum Hauptfeind erklärte, weil sie angeblich eine bloße Variante des Faschismus sei, wodurch die KPD die antifaschistischen Kräfte schwächte und den Aufstieg des Nationalsozialismus begünstigte. So meinte der KPD-Vorsitzende Ernst Thälmann auf dem Kongress der Kommunistischen Internationalen von 1928, „die konterrevolutionäre Sozialdemokratie“ sei dazu übergegangen, den Kapitalismus in allen Fragen zu unterstützen, und behauptete sogar:

„Die SPD ist der treibende Faktor in der Linie der Kriegsvorbereitungen gegen die Sowjetunion. Daher ist der Kampf gegen den imperialistischen Krieg ein Kampf gegen die Sozialdemokratie.“

Auf dem 12. Parteitag der KPD im Juni 1929 polemisierte Thälmann gegen die deutsche Sozialdemokratie „als den aktivsten Vorkämpfer des deutschen Imperialismus und seiner Kriegspolitik gegen die Sowjetunion“. Dagegen bezeichnete die KPD-Führung den Nationalsozialismus noch wenige Monate vor dessen Machtübernahme öffentlich als lediglich sekundäre Randerscheinung in der Endphase der kapitalistischen Entwicklung. Der Zentralausschuss der KPD machte sich Radeks „nationalbolschewistische“ Taktik zu eigen, und maßgebende deutsche Kommunisten versuchten mehrfach, gezielt Anhänger aus der Gefolgschaft der radikalen Rechten anzuwerben. Der völkische Schriftsteller und spätere Reichstagsabgeordnete der NSDAP Ernst Graf zu Reventlow wurde eingeladen, seine Positionen in der Roten Fahne auszubreiten. Die KPD-Propaganda nutzte die antisemitische Stimmungslage aus, rief zum Kampf gegen „die jüdischen Kapitalisten“ auf, verbreitete in Millionenauflagen Flugblätter mit Parolen wie: „Nieder mit der Judenrepublik“ und Ruth Fischer vom KPD-Vorstand rief vulgär-hysterisch sogar einmal zur physischen Gewalt gegen Juden auf: „Tretet die Juden-Kapitalisten nieder, hängt sie an die Laterne, zertrampelt sie“. In den Wahlkämpfen des Jahres 1932 trat die KPD hingegen mit der Parole auf: „Wer Hitler wählt, wählt Krieg!“  In den letzten Monaten vor der Machtübertragung an Hitler, rangen der Parteivorsitzende Thälmann und sein Konkurrent Heinz Neumann hinter den Kulissen um die Führungsposition in der KPD: Thälmann konnte sich schließlich nicht zuletzt deshalb behaupten, weil er sich gegenüber Stalin als der getreuere Gefolgsmann profilierte – noch 40 Jahre später erinnerte sich Stalins engster Gefährte Molotow daran, dass Thälmann in Moskau „einen sehr guten Eindruck gemacht“ habe, weil er sich stets „loyal“ verhalten habe.

## Zeit des Nationalsozialismus (1933–1945)

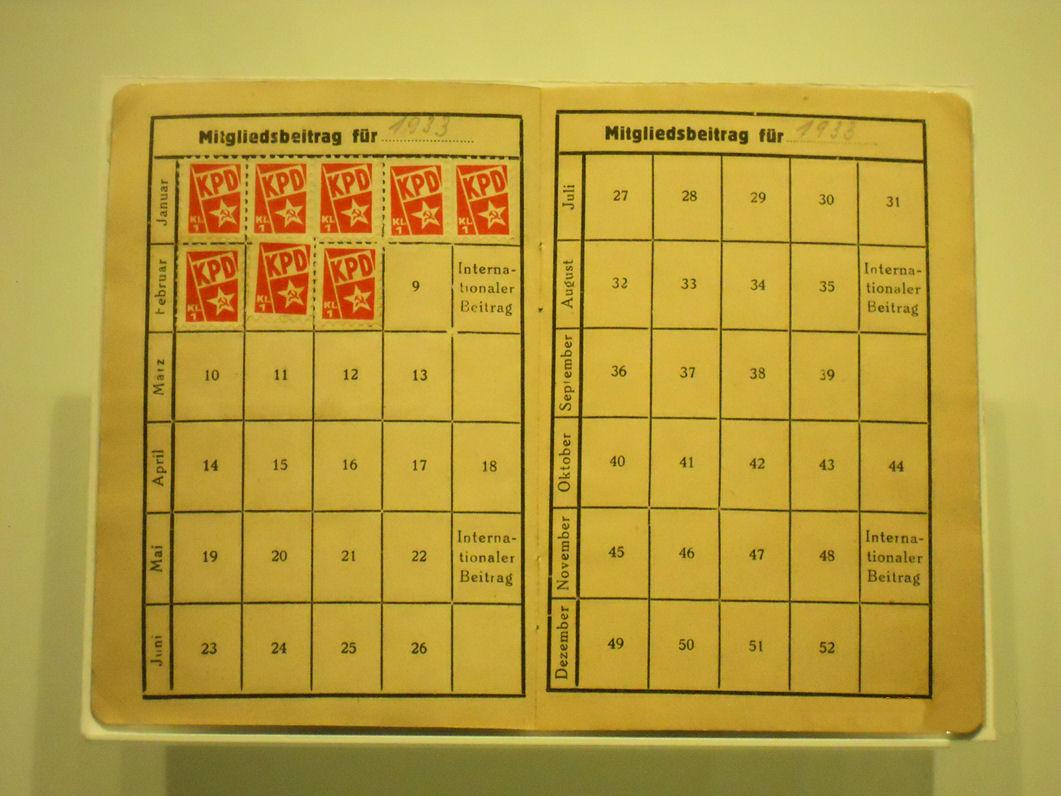
KPD-Mitgliedsbuch von 1933

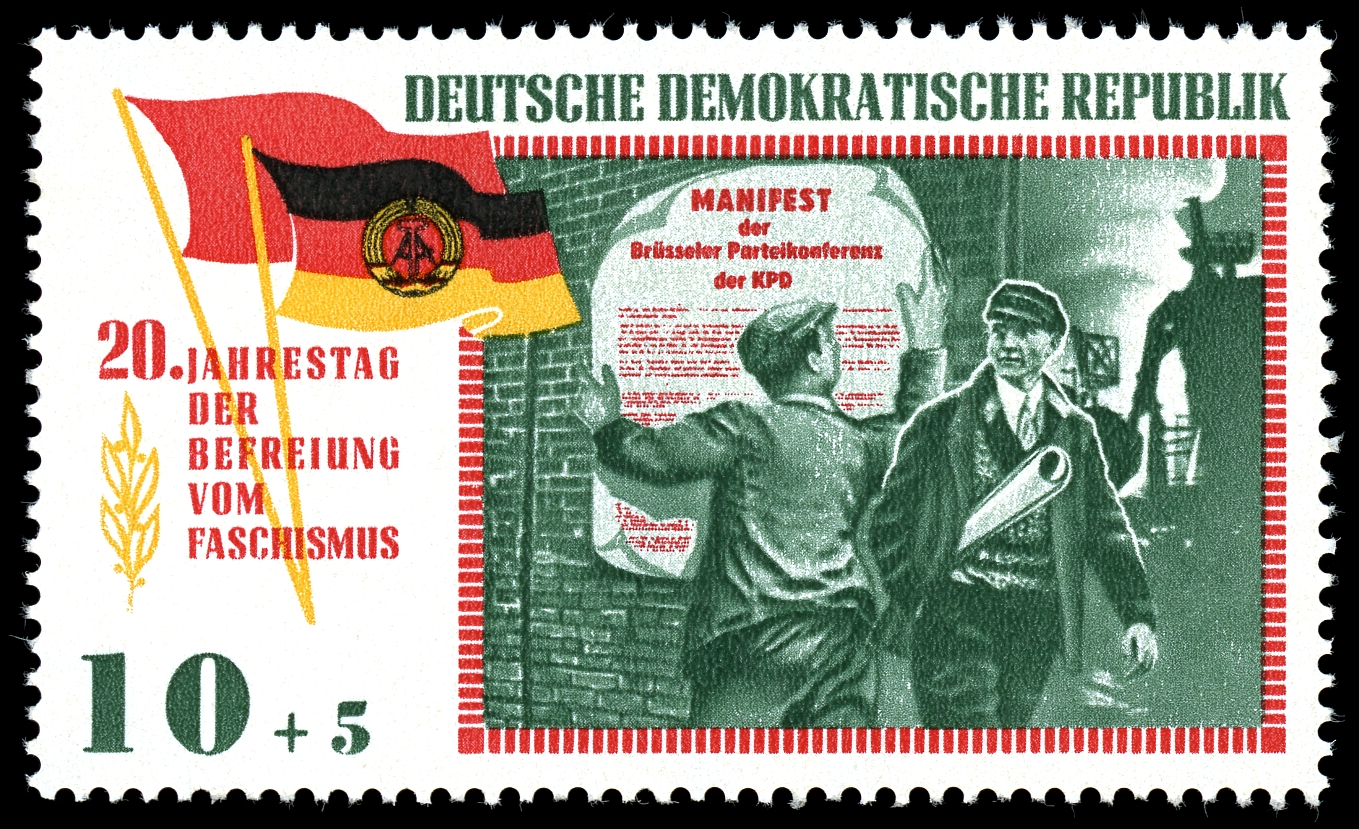
Erinnerung an die „Brüsseler Parteikonferenz der KPD“ von 1935 – Sondermarke der DDR zum 20. Jahrestag des Kriegsendes

Nach der Ernennung Adolf Hitlers zum Reichskanzler durch Reichspräsident Hindenburg am 30. Januar 1933 rief die KPD zum reichsweiten Generalstreik auf. Allerdings stieß dieser Aufruf kaum auf öffentliche Resonanz. Einzig in der kleinen schwäbischen Industrieortschaft Mössingen wurde am 31. Januar 1933 von kommunistischen Arbeitern versucht, den Generalstreik umzusetzen. Die Streikaktionen in den drei ansässigen Textilbetrieben wurden jedoch schnell niedergeschlagen. 80 Beteiligte wurden zu Haftstrafen bis zu zweieinhalb Jahren verurteilt. Beim Stuttgarter Kabelattentat am 15. Februar 1933 durchtrennten KPD-Mitglieder das Hauptverbindungskabel eines Funkturmes in der Nähe von Stuttgart, wo Hitler eine Rede hielt. Die Sabotage hatte zur Folge, dass die Rede in einigen Teilen von Württemberg nicht im Radio gesendet wurde.
Bei der Bildung des Kabinetts Hitler glaubte die KPD-Führung, die nationalsozialistische Diktatur würde sich nur über eine kurze Zeit halten und sei instabil. Diese optimistische Einschätzung bestimmte die politische Arbeit der nächsten Monate. Am 4. Februar 1933 erließ der Reichspräsident von Hindenburg die Verordnung des Reichspräsidenten zum Schutze des Deutschen Volkes, die gemäß Weimarer Verfassung von einem Mitglied der Reichsregierung gegengezeichnet werden musste. Politische Veranstaltungen mussten gemäß § 1 Absatz 1 der Verordnung achtundvierzig Stunden vorher bei der Ortspolizeibehörde angemeldet werden.
Die KPD-Führung konnte nun mit einer polizeilichen Untersagung ihrer politischen Veranstaltungen durch die Polizei-Behörden, die dem Reichsminister des Inneren Wilhelm Frick unterstanden, rechnen. So fand die nicht angemeldete, also illegale Tagung der ZK der KPD am 7. Februar 1933 im Sporthaus Ziegenhals bei Berlin, an der etwa 40 führende Funktionäre (u. a. Bernhard Bästlein, Max Opitz, Wilhelm Pieck, Walter Ulbricht, Fritz Selbmann, Karl Barthel und eben Ernst Thälmann) teilnahmen, statt. Es war das letzte Mal vor seiner Verhaftung, dass Ernst Thälmann vor KPD-Funktionären als Redner sprach:

„Das Kabinett Hitler-Hugenberg-Papen ist die offene faschistische Diktatur. Was die Zusammensetzung der Regierung anbetrifft, so kann es in Deutschland eine weitere Steigerung in der Richtung des offenen Faschismus kaum mehr geben. Wohl aber gibt es in den Methoden dieser Regierung der offenen faschistischen Diktatur noch eine ganze Reihe von Steigerungsmöglichkeiten. Jeder Zweifel darüber, daß diese Regierung vor irgendwelchen balkanischen Methoden des äußersten Terrors zurückschrecken würde, wäre sehr gefährlich.“

Nach dem Reichstagsbrand am 27. Februar 1933 erschien am 28. Februar 1933 unter dem Vorwand, eine akute kommunistische Umsturzgefahr bannen zu müssen, die Verordnung des Reichspräsidenten zum Schutz von Volk und Staat, mit der alle Grundrechte suspendiert wurden und die das Verbot der KPD- und SPD-Presse zur Folge hatte. Noch in der Nacht zum 28. Februar wurden etliche KPD-Reichstagsabgeordnete und Funktionäre in „Schutzhaft“ genommen und die Parteibüros geschlossen. Bis März 1933 wurden 7500 Kommunisten, darunter Thälmann, verhaftet. Bei der Reichstagswahl am 5. März 1933 erhielt die KPD 12,3 % der Stimmen, doch die Sitze im Reichstag blieben vakant und wurden am 8. März, mit Berufung auf die Reichstagsbrandverordnung, annulliert. So war die KPD nicht mehr beteiligt an der Abstimmung über Hitlers Ermächtigungsgesetz vom 24. März 1933, das die Weimarer Republik auch formell beseitigte. Nach dem Ausschluss der KPD stimmten nur die SPD-Abgeordneten gegen dieses Gesetz.
Nach der Verhaftung des Parteivorsitzenden Ernst Thälmann im März 1933 übertrug die Kommunistische Internationale den Parteivorsitz und somit die Leitung der im Untergrund arbeitenden KPD auf Thälmanns Stellvertreter John Schehr.
Am 26. Mai 1933 wurde das Vermögen der KPD eingezogen. Viele ihrer Anhänger und die ihrer Splittergruppen wurden verhaftet und bereits 1933 mit als erste in das Konzentrationslager Dachau oder die Lager im Emsland gesperrt. Sie wurden im „Dritten Reich“ systematisch politisch verfolgt, in Konzentrationslager gesperrt und ermordet, einfache Mitglieder genauso wie leitende Kader (zum Beispiel Ernst Thälmann oder Werner Scholem). Die KPD erlitt im Kampf gegen die faschistische Diktatur von 1933 bis 1945 große Verluste. Nach der Ermordung Schehrs durch die Gestapo im Februar 1934 wurde Wilhelm Pieck als dessen Stellvertreter mit dem Parteivorsitz beauftragt und auf der sogenannten Brüsseler Konferenz der KPD im Oktober 1935 in Moskau zum Parteivorsitzenden für die Dauer der Inhaftierung Ernst Thälmanns gewählt.
Im Untergrund führte die KPD ihren antifaschistischen Kampf fort. Eine relativ bedeutende Widerstandsbewegung von nicht ins Exil gegangenen KPD-Mitgliedern wurde die Saefkow-Jacob-Bästlein-Organisation. Andere Kommunisten sammelten sich in verschiedenen Widerstandsgruppen der Roten Kapelle, die während des Zweiten Weltkrieges der Sowjetunion zuarbeiteten und unter anderem versuchten, an Geheiminformationen zu gelangen.
Mit dem Prager Manifest der SPD 1934 und den Beschlüssen der Brüsseler Konferenz der KPD 1935 wurde die Sozialfaschismusthese als Fehler erkannt und Grundlagen für ein gemeinsames Vorgehen geschaffen. Das Manifest der Brüsseler Parteikonferenz öffnete die KPD dabei für die Volksfront, da die Idee der Einheitsfront Mitte der 1930er Jahre als faktisch gescheitert galt. Das Manifest spricht in seinem Duktus folgerichtig auch die Interessen des Kleinbürgertums oder national, aber antifaschistisch Gesinnter an.
Wie die anderen Mitgliedsparteien der Komintern stimmte auch die KPD dem deutsch-sowjetischen Nichtangriffspakt zu. Am 25. August 1939 erläuterte das ZK der KPD:

„Der Nichtangriffspakt entlarvt die Hetze des Naziregimes über die angebliche ‚Einkreisung‘ Deutschlands. […] Das deutsche Volk begrüßt den Nichtangriffspakt zwischen der Sowjetunion und Deutschland, weil es den Frieden will […] weil es nicht wie das Bündnis Hitlers und Mussolinis und den japanischen Militaristen ein Instrument des Krieges und der imperialistischen Vergewaltigung anderer Völker, sondern ein Pakt zur Wahrung des Friedens zwischen Deutschland und der Sowjetunion ist.“

Der Krieg zwischen den Westmächten und Deutschland wurde als Auseinandersetzung imperialistischer Mächte betrachtet:

„Der Krieg der grossen imperialistischen Mächte in Europa ist zur Tatsache geworden. Wieder werden Millionen von Menschen auf die Schlachtfelder getrieben, in den Tod gejagt. Alle Illusionen über beständige Friedenssysteme, Abrüstung und Verständigung in der Welt des Kapitalismus sind zerschellt. […] Die wahre Ursache liegt im Kampf der Imperialisten um die Vorherrschaft in Europa und um die Neuverteilung der Erde. Seit 20 Jahren streben Imperialisten danach, ihre Raubgelüste auf Kosten der Sowjetunion zu befriedigen.“

Das ZK der KPD mit Pieck und Ulbricht an der Spitze entwickelte ein Programm zur Rettung der deutschen Nation (zum Beispiel auf der Brüsseler und Berner Parteikonferenz der KPD). Im sowjetischen Exil gründete die KPD in Moskau das Nationalkomitee Freies Deutschland (NKFD), das mit weiteren Organisationen der Freie Deutsche Bewegung im Kampf deutscher Antifaschisten aller Lager unterstützen sollte. Weitere Exilanten bauten ähnliche partei- und weltanschauungsübergreifend konzipierte Organisationen auch in Frankreich, den Niederlanden in Mexiko und weiteren Ländern. Mitglieder der KPD wirkten mit im Lutetia-Kreis (Paris) und im Komitee Freies Deutschland für den Westen und im Council for a Democratic Germany (New York).
Während des Exils in Moskau fielen zahlreiche in die Sowjetunion emigrierte Kommunisten den stalinistischen „Säuberungen“ im Rahmen des Großen Terrors zum Opfer, mit ausdrücklicher Billigung von Pieck und Ulbricht. Mindestens 242 KPD-Spitzenfunktionäre wurden ermordet und auf Exekutionsplätzen wie Butowo oder dem Krematorium des Donskoi-Friedhofs in anonymen Massengräbern verscharrt; über 4000 Mitglieder wurden nach dem Hitler-Stalin-Pakt nach Deutschland abgeschoben, wo die meisten von ihnen sofort von der Gestapo verhaftet und in Konzentrationslager deportiert wurden.
Neben Exilanten und dem Widerstand gab es wie aus anderen Parteien auch ehemalige KPD-Anhänger, die sich von den wirtschaftlichen Erfolgen der Nationalsozialisten in den ersten Jahren des Regimes überzeugen ließen und ihre oppositionelle Haltung ablegten. Die Motive dieser Überläufer waren meist entweder im Opportunismus oder im Gesinnungswandel zu sehen.
Die durch Repression und aktiven Widerstand eingetretenen Verluste der KPD waren „ungeheuer hoch“. Allan Merson, britischer Historiker und Kommunist, schätzte 1985, dass 150.000 deutsche Kommunisten über längere oder kürzere Zeiträume inhaftiert waren und dass 25.000 bis 30.000 ermordet wurden, hingerichtet wurden oder in der Haft starben. In den letzten zwölf Kriegsmonaten wurden – in Umsetzung einer einschlägigen, bereits auf die Ausgangsbedingungen nach Kriegsende zielenden Anweisung Hitlers – zahlreiche KPD-Kader gezielt ermordet, darunter der Parteivorsitzende Thälmann und die ehemaligen Reichs- bzw. Landtagsabgeordneten Theodor Neubauer, Ernst Schneller, Mathias Thesen, Rudolf Hennig, Gustl Sandtner und Georg Schumann. Die Gestapostellen in Frontnähe wurden im Januar 1945 angewiesen, deutsche Kommunisten und „umstürzlerischer“ Tätigkeit verdächtige Ausländer „zu vernichten, ohne im formellen Weg vorher beim RSHA Sonderbehandlung zu beantragen“ (vgl. Endphaseverbrechen).

## Nachkriegszeit

### Von der KPD (Ost) zur SED (1945/46)

Mitgliedskarte eines KPD-Mitglieds in der SBZ 1945

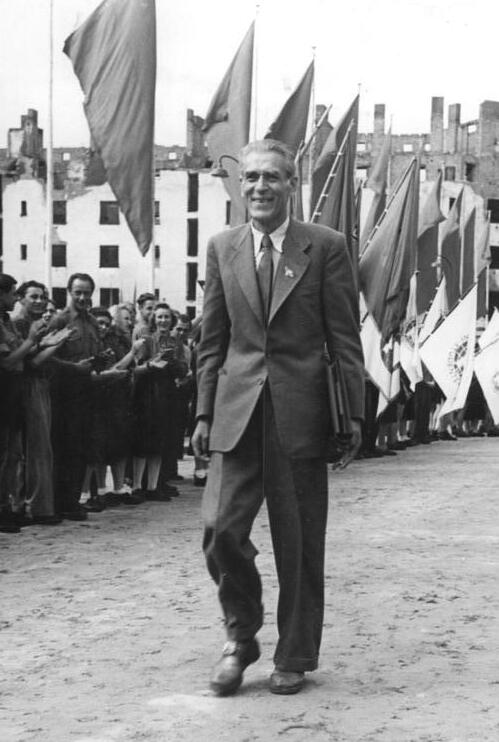
Max Reimann (1950), Partei- und Fraktionschef der KPD

Bereits in den Tagen des Kriegsendes hatten drei aus der Sowjetunion zur Unterstützung der Besatzungsmacht im sowjetischen Besatzungsgebiet entsandte Gruppen deutscher Kommunisten beim Wiederaufbau der Verwaltung auch mit der Organisierung der KPD begonnen. Von besonderer Bedeutung war die in der deutschen Hauptstadt Berlin operierende Gruppe Ulbricht. Die im Februar und März 1945 in Moskau erarbeiteten Richtlinien für die Reorganisation der Partei waren an einem weitgehenden Neuaufbau orientiert: Personen, die 1932/33 im Besitz eines Mitgliedsbuches der KPD waren, sollten sich nun nicht ohne weiteres als Mitglied der Partei betrachten können. In jedem Einzelfall war zu prüfen, wie sich der oder die Betroffene nach 1933 verhalten hatte. Zunächst abgelehnt wurde auch die Wiederaufnahme von „früher wegen Zugehörigkeit zu parteifeindlichen Gruppierungen (Brandleristen, Trotzkisten, Neumanngruppe)“ ausgeschlossenen ehemaligen Mitgliedern.
Einen Tag nachdem der Befehl Nr. 2 der SMAD vom 10. Juni 1945 die Gründung oder Wiedergründung deutscher antifaschistischer Parteien in der SBZ und Berlin ermöglicht hatte, trat die KPD mit einem Aufruf des Zentralkomitees der Kommunistischen Partei an das deutsche Volk zum Aufbau eines antifaschistisch-demokratischen Deutschlands an die Öffentlichkeit.
Mitunter sahen Kommunisten die KPD als eine exklusive, dem leninistischen Avantgarde-Konzept verpflichtete Kaderpartei und warfen der Parteiführung im Sommer 1945 offen „Antileninismus“ vor. Sie waren vor allem in den Gebieten einflussreich, in denen nach der Befreiung spontan Antifa-Ausschüsse bzw. Antifa-Komitees entstanden waren. Im Zuge der Bekämpfung dieser „sektiererischen Schwächen“ betrieb die Parteiführung auch die Auflösung der Antifa-Komitees.
Neben den aus dem sowjetischen Exil zurückgekommenen KPD-Mitgliedern spielten auch sudetendeutsche Kommunisten in der SBZ eine bedeutende Rolle. 1945 überstellte die Kommunistische Partei der Tschechoslowakei (KSČ) der KPD 30.000 ihrer sudetendeutschen Parteimitglieder, von denen ein großer Teil einer strengen ideologischen Prüfung unterzogen wurde. 1946 stellte die KSČ der KPD weitere 15.000 sudetendeutsche Mitglieder zur Verfügung. Weiterhin wurden 2000 Sozialdemokraten aus der Tschechoslowakei überstellt, die der angedachten Vereinigung von SPD (Ost) und KPD (Ost) wohlwollend gegenüberstanden. Die Sudetendeutschen verließen ihr Land nicht freiwillig und durften nur 120 Kilo Gepäck mitnehmen.
Am 21. April 1946 kam es in der SBZ und Berlin zur Zwangsvereinigung von SPD und KPD zur Sozialistischen Einheitspartei Deutschlands (SED). In der Viersektorenstadt Berlin scheiterte die Ausschaltung der SPD an der Mitgliederbefragung, deren Verbot die SMAD nur in der SBZ und im Sowjetsektor Berlins hatte durchsetzen können. In ihren Besatzungszonen verboten die westlichen Besatzungsmächte der Partei, den Namen der vereinigten Partei zu tragen, die dort weiterhin unter dem Namen KPD auftreten musste.

### Westdeutsche KPD (1945–1956)
In den drei westlichen Besatzungszonen, wo die KPD im März 1946 insgesamt 187.000 Mitglieder hatte, existierten bis 1947 nur Zonenleitungen der KPD. Bis 1947 stieg die Mitgliederzahl der Partei auf über 300.000 an, um dann ab 1948 stetig zu sinken; zum Zeitpunkt der Gründung der Bundesrepublik 1949 zählte die Partei noch 215.000 Mitglieder. Die SED hielt mit der Aufnahme von Mitgliedern der KPD in den Parteivorstand der SED ihren gesamtdeutschen Anspruch aufrecht, ohne im Westen zugelassen worden zu sein. KPD und SED betrachteten sich politisch als einheitliche Partei. Im Frühjahr 1947 beschlossen mehrere Landesparteitage der KPD eine Verschmelzung mit der SED, was aber wie 1946 von den Militärregierungen untersagt wurde.
Erst im April 1948 wurde auf der Konferenz von Herne ein Parteivorstand der KPD für die drei Westzonen gebildet, der anfänglich in Frankfurt am Main ansässig war (dann bis zum Parteiverbot in Düsseldorf). Den Parteivorsitz übernahm Max Reimann, der bis dahin Vorsitzender der KPD in der britischen Zone gewesen war. Die in Herne (zum Unmut vieler Mitglieder) ebenfalls beschlossene Umbenennung der Partei in Sozialistische Volkspartei Deutschlands (SVD) wurde von den drei westlichen Besatzungsmächten verboten. 1948/49 wurde die enge formelle Anbindung der KPD an die SED im Zusammenhang mit der sich abzeichnenden Spaltung Deutschlands schrittweise gelöst. Die im Juli 1948 von Max Reimann, Kurt Müller und Walter Ulbricht zunächst noch verabredete dauerhafte Entsendung eines Mitglieds des Zentralsekretariats der SED in die Westzonen wurde nicht mehr umgesetzt. Am 3. Januar 1949 beschloss der Parteivorstand der KPD mit Verweis auf die „besonderen Kampfbedingungen in den Westzonen Deutschlands“ die „organisatorische Trennung der KPD von der SED“. Die Vertreter der KPD schieden aus dem Parteivorstand der SED aus. Mitte Februar 1949 wurde beim Zentralsekretariat der SED eine Westkommission gebildet, über die der Parteivorstand der KPD fortan informell angeleitet wurde.
Die KPD war in den ersten Nachkriegsjahren in zahlreichen Stadt- und Gemeindeverwaltungen sowie – mit Ausnahme von Württemberg-Hohenzollern und Schleswig-Holstein – auch in allen westdeutschen Landesregierungen vertreten. Vom 25. November 1946 bis zum 2. Februar 1948 war die KPD zum Beispiel an der Landesregierung in Niedersachsen beteiligt. Im Kabinett Kopf I stellte sie mit Karl Abel den Minister für Volksgesundheit und Staatswohlfahrt. Nach der niedersächsischen Landtagswahl am 20. April 1947 amtierte Abel im Kabinett Kopf II vom 11. Juni 1947 bis zu seinem Rücktritt am 5. Februar 1948 als Landesminister ohne Geschäftsbereich. In Bremen, wo die KPD unter den Arbeitern der Großbetriebe zunächst mehr Einfluss hatte als die SPD, waren Vertreter der KPD ab dem 6. Juni 1945 im Senat der Freien Hansestadt Bremen. Dazu gehörten die Senatorin Käthe Popall (1945–1947) und Senator Hermann Wolters (1945–1946) (siehe Senat Vagts, Senat Kaisen I, Senat Kaisen II). Auch in Bayern bildete die KPD im September 1945, vor der ersten demokratischen Wahl, im Kabinett Hoegner I gemeinsam mit CSU und SPD eine Regierungskoalition. Sie stellte mit Heinrich Schmitt den Sonderminister für Politische Befreiung. Der Zuständigkeitsbereich war die Entnazifizierung der Gesellschaft.
Im Lauf des Jahres 1947 oder Anfang 1948 schieden die KPD-Minister aus allen westdeutschen Landesregierungen aus: Der württemberg-badische Arbeitsminister Rudolf Kohl wurde am 27. Juli 1948 als letzter kommunistischer Minister in Westdeutschland entlassen.
Mit Ausnahme von Schleswig-Holstein, wo sie mit 4,7 % knapp an der Sperrklausel scheiterte, gelang der KPD bis 1947 der Einzug in alle westdeutschen Landtage ebenso wie im französisch besetzten Saarland. 1946/47 stellte sie in neun Länderparlamenten insgesamt 113 Abgeordnete. Von den im Saarland zugelassenen Parteien war die KPD der vehementeste Gegner einer Angliederung an Frankreich. Bei der Bundestagswahl 1949 erreichte die KPD ein Wahlergebnis von 5,7 % und zog damit in den ersten Deutschen Bundestag ein. In den Folgejahren verlor die KPD jedoch deutlich an Zustimmung und überregionalem parlamentarischen Einfluss. Im Wahljahr 1950, in dem fünf Landtagswahlen stattfanden, erreichte sie nur in Nordrhein-Westfalen die Fünf-Prozent-Marke, sodass sie in Bayern und Hessen aus dem Landtag ausschied.
Außerparlamentarisch versuchte die KPD weiterhin, in der Arbeiterbewegung und den Gewerkschaften ihren Einfluss zu halten, der vor allem im Ruhrgebiet groß war. Ihre Bedeutung in den Gewerkschaften ging jedoch nach dem Parteitag 1951 und der These 37 zugrunde. In jener These formulierte die KPD ein Primat der Partei über das gewerkschaftliche Handeln. Seitens der Gewerkschaften wurden alle Funktionäre verpflichtet, eine Erklärung (Revers) zu unterschreiben, welche diese These zurückwies. Konsequenz der Unterschrift war ein Ausschluss aus der KPD, der Verweigerung ein Ausschluss aus der Gewerkschaft. Die meisten Gewerkschafter entschieden sich gegen die KPD und für die Gewerkschaften. Insgesamt wurden 650 KP-Mitglieder – meistens mittlere und höhere Funktionsträger – aus den Gewerkschaften ausgeschlossen.
Geschwächt wurde die KPD zwischen 1948 und 1952 auch durch interne Auseinandersetzungen. Mit Hilfe der SED und der DDR-Regierung wurden zwischen 1948 und 1952 Parteimitglieder aus Führungspositionen entfernt oder ausgeschlossen, die sich für eine Tolerierung der politischen Strukturen der Bundesrepublik Deutschland und für eine politische Arbeit in deren Rahmen aussprachen. Die stellvertretenden Vorsitzenden Kurt Müller und Fritz Sperling wurden 1950/51, u. a. durch Mithilfe des späteren Ehrenvorsitzenden der DKP Max Reimann, in die DDR gelockt, dort verhaftet und zu langjährigen Zuchthausstrafen verurteilt.
Im Jahr 1950 erließ die Regierung Adenauer mit dem „Adenauer-Erlass“ ein erstes Berufsverbot für KPD- und FDJ-Mitglieder im öffentlichen Dienst. Auf dem Parteitag von 1951 übernahm die KPD den durch die SED formulierten Aufruf zum nationalen Widerstand. Die Bundesregierung beantragte am 23. November 1951 die Feststellung der Verfassungswidrigkeit der KPD nach Art. 21 Abs. 2 GG durch das Bundesverfassungsgericht und verbot zugleich die West-FDJ und zahlreiche weitere „kommunistische Organisationen“. Im Januar 1952 wurde die Geschäftsordnung des Bundestages geändert, wodurch die KPD den Fraktionsstatus und damit das Recht verlor, Anträge und Anfragen zu stellen. Die außerparlamentarische Agitation der Partei verschärfte sich daraufhin. Ab 1953 war die KPD mit 2,2 % (607.860 Wähler) im Bundestag nicht mehr vertreten und konnte in der Folge nur noch in wenige Landtage einziehen. Obschon die KPD u. a. ihr Ziel, den „revolutionären Sturz des Adenauer-Regimes“, kurze Zeit vor dem Verbotsurteil fallengelassen hatte, erging am 17. August 1956 das Verbot der KPD. Zum Zeitpunkt ihres Verbots war die KPD noch in den Landesparlamenten von Niedersachsen, Bremen und dem Saarland vertreten gewesen.
Bereits vor dem Parteiverbot waren durch eine Änderung des Strafgesetzbuches diverse kommunistische Aktivitäten unter dem Vorwurf der Verfassungsfeindlichkeit sanktioniert worden.
In der Folge des Verbots kam es zu vielen Tausenden von Ermittlungsverfahren, etwa 7.000 bis 10.000 rechtskräftigen Verurteilungen und zahlreichen Inhaftierungen. Mit den Verfahren einher gingen in der Regel Entlassungen mit dauerhafter Arbeitslosigkeit, und zwar oft selbst dann, wenn es aus Beweisnot nicht zu einer Verurteilung gekommen war. Nach dem Beitritt des Saarlandes zur Bundesrepublik wurde 1957 auch die Kommunistische Partei Saar als Ersatzorganisation der KPD verboten. Innerhalb der Linken wird das Urteil bis heute harsch kritisiert.

### Illegale Tätigkeiten (1956–1968)
Nach dem KPD-Verbot setzten ehemalige Mitglieder ihre Tätigkeit illegal bis zur Gründung der Deutschen Kommunistischen Partei (DKP) 1968 fort. Bis dahin kam es zu Hausdurchsuchungen, Festnahmen und gerichtlichen Verurteilungen, darunter des NRW-Landtagsabgeordneten Josef Angenfort, der mehrmals verhaftet und zu Haftstrafen verurteilt wurde. Viele Mitglieder des Parteivorstands gingen in die DDR, von wo sie teilweise konspirativ in die Bundesrepublik zurückkehrten, um ihre Arbeit fortzusetzen.
Für die Bundestagswahl 1957 hatte die KPD zur Wahl der SPD aufgerufen.
In den 1960er Jahren veränderten sich die Voraussetzungen für die Legalisierung einer kommunistischen Partei, die die KPD stets in Form ihrer Wiederzulassung angestrebt hatte. Der Neukonstituierung in der Gestalt der DKP am 22. September 1968 ging im Juli 1968 ein Gespräch von zwei Funktionären der KPD mit dem Justizminister der regierenden Großen Koalition, Gustav Heinemann, voraus, in dem dieser eine Wiederzulassung der KPD ablehnte und die Gründung einer neuen Partei als den Weg für eine Legalisierung der politischen Arbeit von Kommunisten in der Bundesrepublik empfahl.

## Parteitage
| Parteitag       | Datum                                | Ort             | Anmerkungen                    |
| --------------- | ------------------------------------ | --------------- | ------------------------------ |
| I. Parteitag    | 30. Dezember 1918 bis 1. Januar 1919 | Berlin          | Gründungsparteitag             |
| II. Parteitag   | 20. bis 24. Oktober 1919             | Heidelberg      | Heidelberger Parteitag der KPD |
| III. Parteitag  | 25. bis 26. Februar 1920             | Karlsruhe       |                                |
| IV. Parteitag   | 14. bis 15. April 1920               | Berlin          |                                |
| V. Parteitag    | 1. bis 3. November 1920              | Berlin          |                                |
| VI. Parteitag   | 4. bis 7. Dezember 1920              | Berlin          | Vereinigung mit der USPD       |
| VII. Parteitag  | 22. bis 26. August 1921              | Jena            |                                |
| VIII. Parteitag | 28. Januar bis 1. Februar 1923       | Leipzig         |                                |
| IX. Parteitag   | 7. bis 10. April 1924                | Frankfurt a. M. |                                |
| X. Parteitag    | 12. bis 17. Juli 1925                | Berlin          |                                |
| XI. Parteitag   | 2. bis 7. März 1927                  | Essen           |                                |
| XII. Parteitag  | 9. bis 15. Juni 1929                 | Berlin          |                                |
| XIII. Parteitag | 3. bis 15. Oktober 1935              | Kunzewo         | Brüsseler Konferenz der KPD    |
| XIV. Parteitag  | 30. Januar bis 1. Februar 1939       | Draveil         | Berner Konferenz der KPD       |
| XV. Parteitag   | 19. April 1946                       | Berlin          |                                |

## Parteistruktur
An der Spitze der KPD stand bis zum X. Parteitag der KPD im Juli 1925 in Berlin eine vom Parteitag gewählte Zentrale als Leitungsorgan, diese wurde daraufhin durch ein Zentralkomitee (ZK) ersetzt. Die Zentrale wurde von einem Zentral-Ausschuß (ZA) kontrolliert. Der ZA wurde vom Parteitag auf Vorschlag der einzelnen Bezirke gewählt. Damit bestand die Möglichkeit, dass auch gegenüber der Parteiführung oppositionelle Bezirke im ZA vertreten waren und damit die Parteiführung kontrollieren konnten. Damit entsprach der ZA organisatorisch dem Parteiausschuss der SPD.
Mit der Ersetzung der Zentrale durch ein ZK erhielt diese eine größere Machtbefugnis als die frühere Zentrale. Es war nunmehr alleiniges Führungsorgan. Zentrale wie ZK waren zwischen den Parteitagen nominell das höchste Organ der Partei. Ebenso wurde der ZA ersatzlos (und damit die Kontrollfunktion der Bezirke) gestrichen. Die ausführenden Organe neben dem Leitungsorgan waren das Politbüro (Polbüro), das Organisationsbüro (Orgbüro) und das Sekretariat. Den einzelnen Organen standen Politische Leiter (Polleiter/Pol.-Leiter), Organisationsleiter (Orgleiter/Org.-Leiter) und Sekretäre vor. Der Politische Leiter galt als „erster Mann“ der Partei, während der Organisationsleiter die gesamte Parteiorganisation leitete. So wurde Arkadi Maslow zum Abschluss des Frankfurter Parteitags im April 1924 zum Pol.-Leiter gewählt, Werner Scholem wurde Org.-Leiter und stand damit der gesamten Parteiorganisation vor, während Ernst Thälmann die repräsentative Funktion des Parteivorsitzenden übernahm.
Das Sekretariat wurde durch das ZK gewählt, leitete die laufende Arbeit und kontrollierte insbesondere die Umsetzung der Beschlüsse und die Kaderauswahl (Personalpolitik) und war somit das Vollzugsorgan der Partei. Das ebenso vom ZK gewählte Orgbüro hatte „die Verteilung der aktiven Parteikräfte“ zu bestimmen und sich mit allen Organisationsfragen der Partei zu befassen. 1926 wurde das Orgbüro aufgelöst, weil seine Aufgaben sich oftmals mit denen des Sekretariats überschnitten hatten. Damit stiegen die Befugnisse des Sekretariats, der neuen eigentlichen Machtzentrale der KPD.
Der XII. Parteitag im Juni 1929 bestimmte ein einheitliches ZK, das nicht mehr die fraktionellen Kräfteverhältnisse in der Partei und damit den Willen der aktiven Mitglieder abbildete. Es wurde ein Akklamationsorgan, das den Wünschen und Vorstellungen der Führung entsprach. In den Organen verlagerte sich die Entscheidungsgewalt innerhalb der Partei auf das Polbüro. Das Polbüro wurde daraufhin ebenfalls zum Akklamationsorgan, das den Wünschen und Vorstellungen der Parteiführung entsprach.
Nach der Parteispitze aus Sekretariat, Politbüro und Zentralkomitee folgten reichsweit 28 Bezirksorganisationen mit ihren entsprechenden Leitungen, die in ihrer Gesamtheit über 1000 Unterbezirke verfügten. Diese wiederum waren in fast 6500 Ortsgruppen und 6000 Straßenzellen gegliedert.:55 Ebenso verfügte die Partei zur Stärkung der betrieblichen Verankerung über Betriebszellen und zur Vorbereitung auf die Illegalität und der damit verbundenen Zentralisierung der Partei über eine neu eingefügte Ebene der Oberbezirke. Im Juli 1932 besaßen jedoch 80 Prozent aller Betriebe mit über fünf Arbeitern keine Betriebszelle der KPD. 90 Prozent der Parteimitgliedschaft bestand zu diesem Zeitpunkt aus Arbeitslosen.:58

### Übersicht Neben- und Vorfeldorganisationen
Nachfolgend aufgelistet sind Nebenorganisationen sowie Vorfeldorganisationen der KPD als Gruppierungen, die der Partei nahestanden oder mit ihr kooperierten:
- Assoziation revolutionärer bildender Künstler (ASSO)
- Bund der Freunde der Sowjetunion (BdFSU)
- Bund proletarisch-revolutionärer Schriftsteller (BPRS)
- Deutscher Reichsverband für proletarische Sexualpolitik
- Internationale Arbeiterhilfe (IAH)
- Internationaler Bund der Opfer des Krieges und der Arbeit (IBOKA)
- Jung-Spartakus-Bund (JSB)
- Kampfbund gegen den Faschismus
- Revolutionäre Gewerkschafts-Opposition (RGO)
- Rote Hilfe Deutschlands (RHD)
- Roter Frontkämpferbund (RFB, einschließlich der Roten Marine)
- Kampfgemeinschaft der Arbeitersänger (KdA)
- Kampfgemeinschaft für Rote Sporteinheit (KG)
- Kommunistischer Jugendverband Deutschlands (KJVD)
- Union der Hand- und Kopfarbeiter (UdHuK)
- Deutsche Tscheka (Reichs-Tscheka): In den Tscheka-Prozessen machte die KPD ihre Distanzierung von Terrorakten glaubhaft.[59]
- Antimilitärischer Apparat (AM-Apparat, auch M-Apparat)

## Wahlergebnisse

### Reichstagswahlen
| Reichstagswahlergebnisse | Reichstagswahlergebnisse | Reichstagswahlergebnisse | Reichstagswahlergebnisse |
| Wahltag                  | Stimmenanzahl            | Stimmenanteil            | Mandate                  |
| ------------------------ | ------------------------ | ------------------------ | ------------------------ |
| 6. Juni 1920             | 589.454                  | 2,1 %                    | 4                        |
| 4. Mai 1924              | 3.693.280                | 12,6 %                   | 62                       |
| 7. Dezember 1924         | 2.709.086                | 8,9 %                    | 45                       |
| 20. Mai 1928             | 3.264.793                | 10,6 %                   | 54                       |
| 14. September 1930       | 4.590.160                | 13,1 %                   | 77                       |
| 31. Juli 1932            | 5.282.636                | 14,3 %                   | 89                       |
| 6. November 1932         | 5.980.239                | 16,9 %                   | 100                      |
| 5. März 1933             | 4.848.058                | 12,3 %                   | 81                       |

An der Wahl zur Deutschen Nationalversammlung (1919) nahm die KPD nicht teil. Nach der Wahl 1933 wurden am 8. März die Sitze der KPD mit Berufung auf die Reichstagsbrandverordnung annulliert. Mit dem Gesetz gegen die Neubildung von Parteien waren ab dem 16. Juli 1933 alle Parteien neben der NSDAP untersagt; diese nahm als einzige Partei im November 1933 sowie 1936 und 1938 teil.

### Bundestagswahlen
| Bundestagswahlergebnisse | Bundestagswahlergebnisse                     | Bundestagswahlergebnisse                 | Bundestagswahlergebnisse |
| Wahltag                  | Stimmenanzahl                                | Stimmenanteil                            | Mandate                  |
| ------------------------ | -------------------------------------------- | ---------------------------------------- | ------------------------ |
| 14. August 1949          | 1.361.706                                    | 5,7 %                                    | 15                       |
| 6. September 1953        | 611.317 (Erststimmen) 607.860 (Zweitstimmen) | 2,2 % (Erststimmen) 2,2 % (Zweitstimmen) | –                        |

Im Parlamentarischen Rat (1948/49) hatte die KPD zwei Vertreter. Am 17. August 1956 wurde die KPD verboten.

### Landtagswahlen in der BRD
| Jahr | BD  | WB          | WH  | BW    | BY      | BE 1  | HB     | HH     | HE       | NI    | NW     | RP    | SL 2 | SH  |
| ---- | --- | ----------- | --- | ----- | ------- | ----- | ------ | ------ | -------- | ----- | ------ | ----- | ---- | --- |
| 1946 |     | 10,0 10,3 * |     | –     | 5,3 6,1 | 19,8  | 11,5 * | 10,4 * | 9,8 10,7 |       |        |       |      |     |
| 1947 | 7,4 |             | 7,3 | –     |         |       | 8,8    |        |          | 5,6 * | 14,0 * | 8,7 * | 8,4  | 4,7 |
| 1948 |     |             |     | –     |         | n. k. |        |        |          |       |        |       |      |     |
| 1949 |     |             |     | –     |         |       |        | 7,4    |          |       |        |       |      |     |
| 1950 |     | 4,9         |     | –     | 1,9     | n. k. |        |        | 4,7      |       | 5,5    |       |      | 2,2 |
| 1951 |     |             |     | –     |         |       | 6,4    |        |          | 1,8 4 |        | 4,3   |      |     |
| 1952 | –   | –           | –   | 4,4 3 |         |       |        |        |          |       |        |       | 9,5  |     |
| 1953 | –   | –           | –   |       |         |       |        | 3,2    |          |       |        |       |      |     |
| 1954 | –   | –           | –   |       | 2,1     | 2,7   |        |        | 3,4      |       | 3,8    |       |      | 2,1 |
| 1955 | –   | –           | –   |       |         |       | 5,0    |        |          | 1,3 4 |        | 3,2   | 6,6  |     |
| 1956 | –   | –           | –   | 3,2   |         |       |        |        |          |       |        |       |      |     |

|   | Einzug in den Landtag |
|   | Höchstes Ergebnis in dem Bundesland, ohne Einzug in den Landtag |
| * | Beteiligung an der anschließend gebildeten Landesregierung |
| 1 | Ergebnisse der Sozialistischen Einheitspartei Deutschlands (SED); für die weiteren Wahlergebnisse bis 1989 siehe Sozialistische Einheitspartei Westberlins (SEW).                                         |
| 2 | Ergebnisse der Kommunistischen Partei Saar (KPS). |
| 3 | Da bei der Wahl zur Verfassunggebenden Landesversammlung in Baden-Württemberg 1952 die 5-%-Hürde in den einzelnen Landesteilen galt, zogen vier KPD-Abgeordnete aus Württemberg-Baden in den Landtag ein. |
| 4 | Keine Sperrklausel |

In der Sowjetischen Besatzungszone (Länder Brandenburg, Mecklenburg, Sachsen, Sachsen-Anhalt und Thüringen) fanden 1946 teilweise freie Landtagswahlen statt. Die SED erreichte auf das gesamte Gebiet der SBZ bezogen 47,5 % der Stimmen. Die Scheinwahlen 1950 erbrachten offiziell in jedem der fünf Länder über 99 % für die Einheitslisten der Nationalen Front.

## Filme
- Brennende Ruhr (Deutscher Fernsehfunk 1967; Regie: Hans-Erich Korbschmitt, nach dem gleichnamigen Roman von Karl Grünberg)
- Ernst Thälmann – Sohn seiner Klasse
- Ernst Thälmann – Führer seiner Klasse
- Das Lied vom Trompeter
- Max Hölz. Ein deutsches Lehrstück
- Wolz – Leben und Verklärung eines deutschen Anarchisten